# Michaela Ochotská
Michaela Ochotská (* 19. prosince 1984 Bruntál) je česká televizní moderátorka, herečka a modelka.

## Životopis
Hrála v televizním seriálu Pojišťovna štěstí. Od prosince 2008 moderovala hlavní zpravodajskou relaci TV Nova Televizní noviny. Pracovala ve dvojici s Reyem Korantengem a poté s Pavlem Dumbrovským. Vystudovala obchodní akademii v Praze (první dva roky v Bruntále) a v roce 2009 ukončila studia akademickým titulem magistr na vysoké škole Metropolitní univerzitě Praha o.p.s., obor diplomacie.
V červenci 2015 se provdala za tenistu Lukáše Rosola. Dne 13. ledna 2015 se jim narodil syn André Rosol. V prosinci 2016 manželé oznámili odloučení. V listopadu 2017 bylo jejich manželství rozvedeno. Po přestěhování z Prahy zpět do Bruntálu nastoupila na městský úřad Bruntál, kde pracuje jako referentka dopravních přestupků. 